# Andorra földrajza
Andorra Európa egyik törpeállama. Turisták kedvelt célpontja.

## Hegyek
Andorra hegyvidéki területen helyezkedik el, területén összesen 65 hegycsúcs található. A legmagasabb hegye a Coma Pedrosa, ami 2942 méter magas és az ország északnyugati részén fekszik, közel a spanyol és a francia határhoz.
A francia határ mentén nyugat-keleti irányban a legmagasabb hegyek:
- Pic de Médécourbe (2914 m)
- Pic de Cataperdis (2805 m)
- Pic de Tristaina (2878 m)
- Pic de Font Blanca (2903 m)
- Pic de Siguer (2903 m)
- Pic de la Serrera (2914 m)
- Pic d'Anrodat (2730 m)
- Pic de Noé (2737 m)
- Pic de la Cabaneta (2818 m)
- Roc Mélé (2811 m)

A spanyol határ mentén nyugat-keleti irányban a legmagasabb hegyek:
- Pic de Médécourbe (2914 m)
- Pic de Coma Pedrosa (2942 m)
- Port de Cabús (2301 m)
- Pic dels Llacs (2692 m)
- Pic Negre (2665 m)
- Torre dels Soldats (2761 m)
- Pic de la Portelleta (2905 m)

## Tavak és folyók

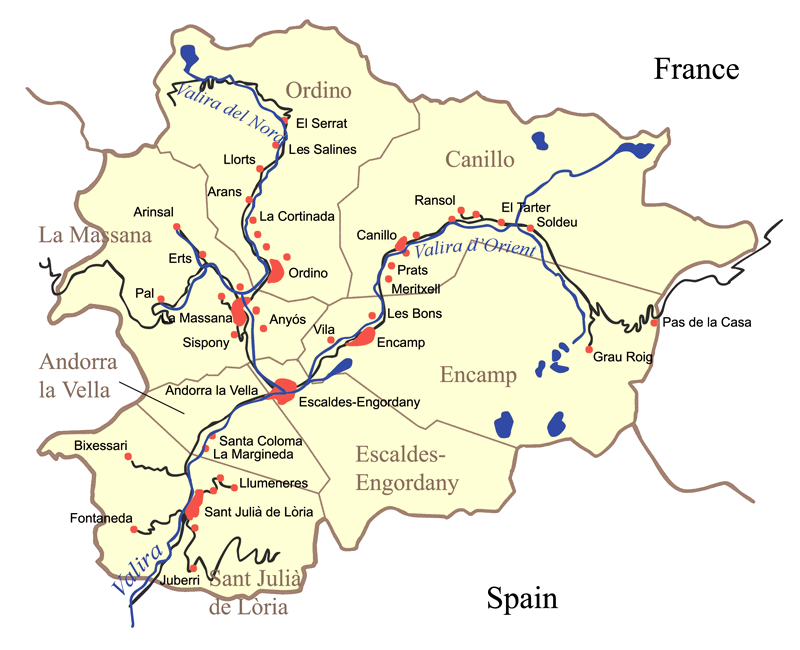
Andorra térképe

Andorra fő folyója a Gran Valira, amely az ország déli részén hagyja el az ország területét, közel a Spanyolország-Andorra határátkelő helyhez. Andorrának 172 tava van, a legnagyobb az Estanys de Juclar.

## Éghajlat
| Hónap                         | Jan. | Feb. | Már. | Ápr. | Máj. | Jún. | Júl. | Aug. | Szep. | Okt. | Nov. | Dec. | Év   |
| ----------------------------- | ---- | ---- | ---- | ---- | ---- | ---- | ---- | ---- | ----- | ---- | ---- | ---- | ---- |
| Átlagos max. hőmérséklet (°C) | 10,0 | 11,0 | 14,0 | 16,0 | 19,0 | 22,0 | 25,0 | 26,0 | 23,0  | 19,0 | 13,0 | 11,0 | 17,5 |
| Átlagos min. hőmérséklet (°C) | 1,0  | 2,0  | 4,0  | 5,0  | 9,0  | 12,0 | 14,0 | 14,0 | 12,0  | 8,0  | 4,0  | 2,0  | 7,3  |
| Átl. csapadékmennyiség (mm)   | 34   | 37   | 46   | 63   | 105  | 69   | 65   | 98   | 81    | 73   | 68   | 69   | 808  |

## Fordítás
- Ez a szócikk részben vagy egészben  a   Geography of Andorra című angol Wikipédia-szócikk fordításán alapul.  Az eredeti cikk szerkesztőit annak laptörténete sorolja fel. Ez a jelzés csupán a megfogalmazás eredetét és a szerzői jogokat jelzi, nem szolgál a cikkben szereplő információk forrásmegjelöléseként.